# Citharinops distichodoides
Citharinops distichodoides és una espècie de peix de la família dels citarínids i de l'ordre dels caraciformes.

## Subespècies
- Citharinops distichodoides distichodoides (Pellegrin, 1919)
- Citharinops distichodoides thomasi (Pellegrin, 1924)[1]